# ?マジっすか!
『?マジっすか!』は、2001年4月15日から2003年3月18日まで毎日放送テレビ（MBSテレビ）で放送されたバラエティ番組。ステレオ放送。
この番組は基本的には関西ローカルで放送されていたが、毎日放送の関連CSチャンネルであるGAORAでも数か月遅れで放送されていた。また、レギュラー放送終了後の2004年12月30日には、毎日放送テレビでこの番組の特別版『?マジっすか!リターンズ』が放送された。

## レギュラー放送概要
吉本興業の劇場baseよしもとに所属する若手芸人たちがロケをしてVTRを作り、それを様々な年代の審査員が審査するというのがこの番組の大まかな内容であるが、度重なるリニューアルによって審査する人物やその方法、番組の意義、放送時間などがまちまちであった。後述するように、現在全国区で活躍しているコンビが数多く出演していた。
以下に挙げる放送データは、毎日放送で放送されたものを基本とする。

### 第一章
2001年4月15日、日曜13時からの54分番組として放送開始。baseよしもとからの公開生放送番組で、司会は陣内智則、シャンプーハット、FUJIWARAらが担当。後述する第二章の途中までこのスタイルは継続された。
毎週10組の若手芸人が毎週出される漢字1文字をテーマにそれぞれロケVTRを作り、事前に様々な年代の一般審査員が50人×1点の50点満で審査し、得点別に2位からVTRを放送。VTRが放送されていない司会陣以外の芸人は、控え室で待機させられていた。また、番組が生放送だったため、下位の芸人のVTRはあまり放送されなかった。そして、オンエア時間が残りVTR1本分となった時点でチャイムが鳴り、最後に1位と最下位の芸人を同時に発表するというシステムであった。1位の芸人は次週のタイトルに自らの名が載り（例：陣内智則がその週の1位だった場合、次週のラテ欄などに「陣内智則?マジっすか!」と載ることとなる。この制度は第一章のみ）、10位の芸人はレギュラー落ちし、他のbase芸人と入れ替わるというルールだった。ご意見番として、(キダ・タロー、浜村淳、桂小枝、円広志が週替わりで登場し、VTRの後に感想を述べていた。） このスタイルは2001年9月16日まで続いた。
なお、この番組の姉妹番組として、同時期に2か月に1回、月曜深夜25:35 - 27:35に放送されていた番組『マジやってん!』がある。この番組では、『?マジっすか!』本編でオンエアされなかった下位のVTRが放送された。
- 第一章におけるエピソード
  - 第一章の半年間において、FUJIWARAただ1組だけが出演したVTRのすべてが放送され、最も多く1位を獲得した（20回のうち6回優勝、そのなかでも4週連続制覇という離れ技を見せた）。ロケVTRは、放送時間の都合上通常6位、7位のVTRまでは放送されていたが、それ以下の順位は放送時間の都合で放送されないことが多く、8位以下はまず放送されることがなかった。FUJIWARAは一度7位までランクを落としたことがあるが、この時は運良く放送された。
  - FUJIWARAの他に、全20回で一度もレギュラー落ちしなかったのは陣内智則、ハリガネロック、ランディーズ、キングコングの4組である。
  - シャンプーハットは司会進行であるにもかかわらず2度も最下位となり、レギュラー落ちしたことがある。最初にレギュラー落ちした回は順位未発表の芸人に陣内智則とシャンプーハットの両司会が残り、会場は騒然となった。ただし、復帰までの約2か月間は何かしらの理由をつけて毎週顔出しをしていた。当然、この期間中はロケVTRは無しだった。
  - 司会陣以外で優勝回数が最も多かった芸人はケンドーコバヤシ（3回）で、シャンプーハットと同じく2位。この番組で初めて連覇を達成した男でもあり、さらには初登場1位も達成した。ちなみに、番組初の初登場1位は野性爆弾が達成している。マニアックな芸人らしく、上位の回と下位の回との差が激しく「ホームランか三振」を地で行っていたが、レギュラー出演8回目で最下位となり、あえなくレギュラー落ちした。
  - 2005年のM-1グランプリ覇者・ブラックマヨネーズは2度レギュラー入りに挑戦しているが、2回とも最下位となり、半年間一度もレギュラー入りすることはできなかった。また、2003年のM-1覇者であるフットボールアワーも9位、10位、復帰後も9位で第一章終了と、両コンビともに『?マジっすか!』のロケVTRの成績は振るわなかった。
  - 2001年4月29日に放送されたキングコングのVTR「ボクらはみんな生きている?」内で過度の演出、いわゆるやらせが行われたとして、同年5月27日のエンディングでテロップとアナウンサーの読み上げによる番組からのお詫びが放送された。淀川河川敷で前述の歌の歌詞に出てくる昆虫を採集するというロケを行った際に、実際は事前にスタッフが入手して地面に埋めていたオケラをキングコングの2人が偶然発見したかのように収録していた。
  - ビッキーズのVTRでは、テーマの「天」→「生駒の天辺」で9位、翌週のテーマ「出」→「生駒で出てこい掘り出し物」で9位と、生駒に肖ってさらに翌週のテーマ「無」→「無類の生駒好き」で9位だったが、そのさらに翌週のテーマ「鉄」で生駒ネタをやめた「鉄ゲタで過ごそう」で10位のレギュラー落ちになってしまった。

### 第二章
2001年10月7日放送分からはチーム対抗戦となり、第一章と同じく漢字一字に基づいたテーマでロケをしてくるというルールに変更された。また、審査方式をゲスト審査員持ち点50点 + 観客持ち点50点の100点満点で、その場で採点するという方式に変更。また、翌2002年1月8日からは番組の放送時間が火曜23時55分 - 24時55分になり、同時に録画放送になった。番組の収録は引き続きbaseよしもとで行われていた。以降、番組終了まで陣内智則が総合司会を担当した。放送時間変更後は関西テレビで24時40分から当番組の裏で放送されており、FUJIWARAとランディーズが出演している「すぽーつアミーゴ!」との兼ね合いで、最後の組に必ずチームハリガネロックまたはチームケンドーコバヤシを放送する配慮がなされていた。このスタイルは、2002年3月5日まで続いた。
- 参考 各チームメンバー
  - チームFUJIWARA - FUJIWARA、野性爆弾、サバンナ
  - チームハリガネロック - ハリガネロック、ロザン、チュートリアル
  - チームシャンプーハット - シャンプーハット 、次長課長、ランディーズ
  - チームケンドーコバヤシ - ケンドーコバヤシ、$10、キングコング
  - これとは別に、バッファロー吾郎を中心にフットボールアワー、ブラックマヨネーズ、青空、ビッキーズ、NON STYLEのチーム（チーム爆笑戸塚水産）も存在したが、あくまで正規のレギュラーとしての扱いではなかった。『ウィ・ウィル・ロック・ユー』のBGMと共に会場に乱入し、ショートコントを繰り広げていた。しかし、第二章において最高得点（98点）を叩き出したのはこのチームである。[1]

### 第三章
選抜高等学校野球大会の放送による約1か月間の休止を経て、2002年4月9日から放送を再開。この第三章では、各コンビが四文字の造語の漢字一文字に対するテーマでロケをするトーナメント戦へと移行した。審査は会場の来客100人。2002年8月20日まで。
ブラックマヨネーズ、青空、ビッキーズ、麒麟は「モンゴル8」というユニットでトーナメント戦に出場した。
- 参考 各ラウンドのテーマと優勝コンビ
  - ラウンド1 「山本勝三（やまもとかつぞう）」 - シャンプーハット
  - ラウンド2 「火場夜期（かばやき→蒲焼き）」 - サバンナ
  - ラウンド3 「発十取工（はっととりく→ハットトリック）」 - サバンナ
  - ラウンド4 「名間日流（なまびいる→生ビール）」 - ロザン

### 第四章
2002年10月1日放送分にて番組の大幅なリニューアルを実施。まず、収録は「MBSスタジオ in USJ」で行われ、出演者も陣内智則・シャンプーハット・サバンナ・$10・チュートリアル・フットボールアワー・キングコング・ケンドーコバヤシの8組14人に絞られた。そして、毎週レギュラーメンバーがロケをしてくる（※審査やレギュラー落ちは無し）という内容に変更された。2003年3月18日に放送終了した。

## スペシャル版
- マジやってん![3]
  - 2001年5月、7月、9月（月曜） 25:35 - 27:35
- マジねた![4]
- ?マジやぞ![5]
  - 2001年（日曜） 15:00 - 15:30
- 大?マジっすか!
  - 2001年9月2日（日曜） 13:00 - 17:00
- ?マジっすか!Z[6]
  - 2001年12月25日（火曜） 23:55 - 24:55
- 電光石火?マジっすか!
  - 2001年12月30日（日曜） 13:00 - 14:54
- 1分?マジっすか![7]
  - 2002年3月25日 - 4月4日（月 - 木曜） 23:54 - 23:55[8]
- ?マジっすか!生放送 いっぺん聞いてみたかってん
  - 2002年9月1日（日曜）
- ?マジらいぶ! base SUMMER SMILE02OSAKA
  - 2002年9月17日（火曜） ※レギュラー放送を35分拡大
- ?マジっすか!リターンズ[9]
  - 2004年12月30日（木曜） 15:55 - 18:00

## 出演者一覧
- レギュラー時代
- 陣内智則
- FUJIWARA[10]
- シャンプーハット
- バッファロー吾郎[10]
- ハリガネロック[10]
- サバンナ
- ルート33[11]
- $10
- 次長課長
- ランディーズ
- 野性爆弾
- ケンドーコバヤシ
- フットボールアワー
- ビッキーズ
- ロザン
- チュートリアル
- ブラックマヨネーズ
- キングコング
- 麒麟[12]
- レギュラー[12]
- 青空
- NON STYLE

### ?マジっすか!リターンズ出演者
2004年12月30日放送。フットボールアワーがMCとして出演。2003年にbaseよしもとを卒業しうめだ花月の出演者となった元メンバー達、2002年10月に東京進出をした元メンバーの次長課長、そして笑い飯・麒麟・千鳥という当時のbaseよしもとトップ組が出演した。前日の深夜には年末恒例の特番「オールザッツ漫才」が放送され、東京組のフットボールアワー・次長課長・キングコング・FUJIWARAを除く出演者たちは朝方までオールザッツ漫才に参加し、そのまま休まずに出演をした。
- MC
- 陣内智則
- フットボールアワー
- 出演者
- ケンドーコバヤシ
- サバンナ
- $10
- チュートリアル
- 次長課長
- 野性爆弾
- ブラックマヨネーズ
- ビッキーズ
- ロザン
- ヤナギブソン（ザ・プラン9）
- キングコング
- FUJIWARA
- バッファロー吾郎
- 笑い飯
- 麒麟
- 千鳥
- 友近
- 南海キャンディーズ
- 天津
- とろサーモン
- NON STYLE

### 顧問
第一章から第二章まで週替わりで出演。
- 桂小枝
- キダ・タロー
- 浜村淳
- 円広志

## スタッフ
- 作・構成：かわら長介、前野弘光、八木晴彦、武輪真人、根宜利彰、野々村友紀子、オパヤン、寺本覚、小松加奈
- タイトル：原田専門家
- 技術：波多間博（MBS）
- SW （スイッチャー）：前田昌彦
- CAM （カメラマン）：林謙一郎
- 音声：上野太
- VE （ビデオエンジニア）：四藤史郎
- 照明：南島和博、上田和博
- 音効：久坂恵紹、三木直彦
- TK（タイムキーパー）：松本美希
- VTR編集：柴田展子
- 美術：内田公幸（MBS）
- 美術進行：天津知恵
- スタイリスト：スタジオセルズ
- メイク：MORE
- マルチモニター：インターナショナルクリエイティブ
- HP制作：菊池崇、松川和代
- AD （アシスタントディレクター）：前田大助・住永恭子（MBS）、古賀俊之、竹口晶子、松本真樹（MBS企画）
- ディレクター：渥美昌泰・新堂裕彦・長富剛・坂井佳史・小野智也（MBS）、大城哲也（東通企画）、坂口好史（Jワークス）、坂本丈一（アイ・ティ・エス）、中本圭（ブリッジ）、塩見直久（デラックスキッズ）、西谷公太（FUNS）
- AP （アシスタントプロデューサー）：大木里織・鈴木悌之・小林弘依（吉本興業）
- 演出：田中将徳〔初期〕・岸本孝博〔第2期以降〕（MBS）
- プロデューサー：浜田尊弘（MBS）、新田敦生（吉本興業）
- チーフプロデューサー：増谷勝己（MBS）
- 技術協力：ウエルカム→Trash、アーチェリー、イングス、戯音工房
- ロケ技術協力：アルチザン、光学堂
- 車輌協力：フォレスト
- 美術協力：つむら工芸
- 制作協力：東通企画、Jワークス、アイ・ティ・エス、ブリッジ、ファンズプロダクション、MBS企画、ドゥエンタープライズ、デラックスキッズ
- 製作著作：毎日放送テレビ、吉本興業